# Бояркинская волость
Бояркинская волость — волость в составе Коломенского уезда Московской губернии Российской империи и РСФСР. Существовала до 1929 года. Центром волости до 1924 года было село Бояркино, с 1924 года — село Туменское.
По данным 1890 года в состав волости входило 25 селений. В селе Бояркино размещались квартира полицейского урядника, волостное правление, земское училище и земская больница, в селе Граворны имелась церковно-приходская школа.
В 1913 году земские училища были в сёлах Богородском и Бояркине, деревнях Кудрявцево, Найдено и Большое Уварово. Церковно-приходские школы имелись в сёлах Граворны, Кобякове и Якшине.
В 1922 году в волости было 8 сельсоветов — Богородский, Больше-Уваровский, Бояркинский, Ледовский, Стояньевский, Туменский, Шереметьевский и Якшинский.
В 1925 году в результате разукрупнения из состава Богородского с/с был выделен Мало-Уваровский с/с. В 1926 году он был ликвидирован и образован Кудрявцевский сельский совет.
Согласно Всесоюзной переписи 1926 года численность населения 29-ти населённых пунктов волости составила 4238 человек (1864 мужчины, 2374 женщины), насчитывалось 889 хозяйств, среди которых 847 крестьянских. В селе Туменском располагались волостной исполнительный комитет, волостная милиция, изба-читальня, почтовое агентство и единое потребительское общество; в сёлах Богородском, Бояркине, Граворны, Кобякове и Якшине, а также деревнях Доманово, Найдино и Уварово-Большое имелись школы 1-й ступени.
В ходе реформы административно-территориального деления СССР в 1929 году Бояркинская волость была упразднена, а её территория вошла в состав Коломенского округа Московской области. На тот момент в волости было 9 сельсоветов.